# Traité de Bucarest (1918)
Pour les articles homonymes, voir Traité de Bucarest.
Le traité de Bucarest est signé le 7 mai 1918 entre la Roumanie et la Quadruplice : l'Empire allemand, l'Autriche-Hongrie, la Bulgarie et l'Empire ottoman. En raison de l'effondrement de l'armée russe, la Roumanie reste isolée sur le Front de l'Est et doit accepter l'armistice du 9 décembre 1917. Imposé par les puissances centrales alors victorieuses sur ce front, le traité de Bucarest oblige le roi de Roumanie, Ferdinand Ier, à plier devant les exigences du Reich et de ses alliés, sous peine de voir son royaume partagé entre la Bulgarie et l'Autriche-Hongrie. Paix de défaite, le traité se solde pour la Roumanie par une forte tutelle du Reich sur l'économie du royaume, mais ses pertes territoriales au profit de ses vainqueurs sont limitées et plus que compensées par l'union avec la République démocratique moldave qui s'était fraîchement émancipée de l'ancien Empire russe disloqué. Pendant six mois, la vie du royaume est soumise aux clauses du traité mais, la situation politique et militaire des puissances centrales se dégradant durant l'automne 1918, l'application du traité est rapidement remise en cause. En effet, sa dénonciation par la Bulgarie, par l'Empire ottoman, par la double monarchie et enfin par le Reich constitue l'une des conditions des armistices successifs sanctionnant la victoire des Alliés.

## Contexte

### La Roumanie dans la Première Guerre mondiale
Conséquence des négociations entre le gouvernement roumain et les Alliés, le royaume déclare la guerre à la seule double monarchie le 27 août 1916. En réponse, dès le lendemain, le Reich déclare la guerre au royaume, suivi le 30 août par l'Empire ottoman , puis le 1er septembre par la Bulgarie.
Les opérations militaires se soldent rapidement par une sévère défaite roumaine, en dépit de succès roumains à la fin de l'été 1916 en Transylvanie : une offensive commandée par August von Mackensen, engageant des unités allemandes, austro-hongroises, bulgares et ottomanes aboutit à la conquête des deux tiers du royaume ; l'armée roumaine défaite maintient à grand-peine un front le long du Siret, épaulée par l'armée russe.
La révolution en Russie et le retrait des troupes russes laissent la Roumanie seule face aux troupes des puissances centrales, qui définissent précisément leurs buts de guerre respectifs. Face à la révolution russe, le Reich souhaite le maintien d'une Roumanie stable et viable (suffisamment pour écarter la Bulgarie du port de Constanța) et vise surtout à garantir ses propres intérêts dans le pays, notamment des participations dans l'industrie pétrolière et dans l'agriculture roumaines, tandis que la Valachie occidentale serait octroyée à la double monarchie.

### Un lien ténu avec les Alliés

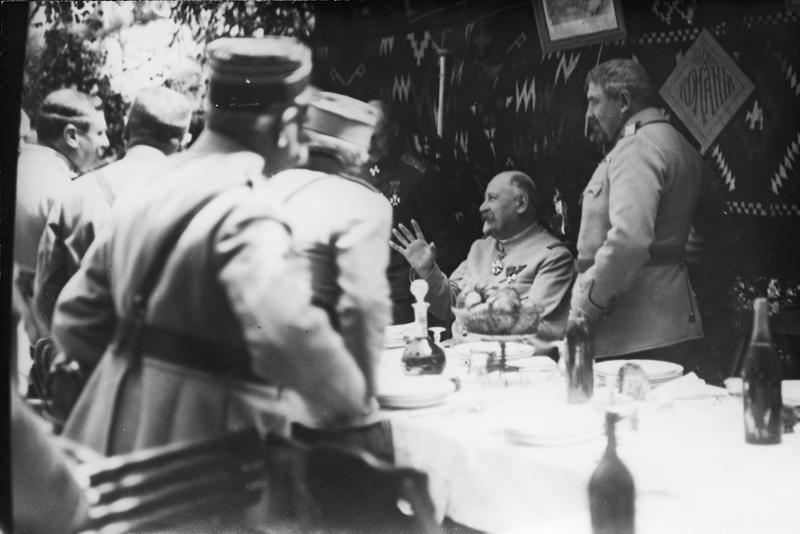
Henri Berthelot assure le maintien des liens entre les Alliés et la Roumanie (photographie prise en Roumanie le 6 juin 1917 guerre mondiale).

Dès l'entrée en guerre de la Roumanie aux côtés des Alliés, ces derniers envoient sur place du matériel et des conseillers militaires organisés en missions militaires par chacun des alliés.
La mission française sur place, commandée par le général Henri Berthelot, composée surtout d'officiers du génie et du renseignement, constamment renforcée au fil des mois, constitue sur place un lien efficace entre l'Entente et le royaume de Roumanie. Son indéniable appui logistique, matérialisé par de rares envois de fournitures de guerre, matériel et munitions, n'est pourtant pas suffisant pour soutenir la Roumanie, réduite à une bande de terre en Moldavie, à l'heure où les mutineries de la Marne secouent l'armée française et où l'armée russe se débande.
Cette mission française exerce, jusqu'à son départ officiel, le 12 mars 1918,,, une forte influence sur le roi, son entourage et le gouvernement en place, ce qui incite les puissances centrales à rechercher des interlocuteurs plus sensibles à leurs intérêts : c'est le cas d'Alexandru Marghiloman, prêt à beaucoup pour tenter de garantir la pérennité du royaume face aux exigences austro-allemandes.
Militairement, le territoire roumain encore contrôlé par l'Entente n'est plus épaulé par la Russie en pleine dislocation, d'autant que l'Ukraine est progressivement occupée par les troupes austro-allemandes dans le cadre des opérations qui reprennent sur le front russe, prenant ainsi à revers les troupes roumaines déployées sur le Siret. Cependant, la défection russe incite les Alliés, et notamment les Français, à échafauder des projets d'alliance avec le nouveau gouvernement ukrainien, les Cosaques, les Russes blancs et les Polonais, afin d'aider Bucarest à rester dans le conflit.

### Situation politique du royaume
La défection russe non seulement remet en cause la participation roumaine au conflit, mais aussi est susceptible de remettre en cause l'existence d'un État roumain indépendant.
En effet, depuis la campagne de la fin de l'année 1916, les Austro-Hongrois et les Bulgares échafaudent des plans de partition du royaume ; les responsables allemands se murent dans le silence lorsque ces projets sont évoqués en leur présence, maintenant pendant quelques semaines l'ambiguïté à la fois sur les plans de partage et leurs objectifs propres.
Sachant la Roumanie menacée dans son existence, les diplomates austro-hongrois font savoir aux Roumains, par l'intermédiaire de leur attaché militaire à Bucarest, qu'une demande de paix ne serait pas repoussée par les Puissances Centrales et que si une demande d'ouverture de négociations parvenait à la double monarchie austro-hongroise, Ferdinand ne serait pas obligé d'abdiquer. Celui-ci change aussitôt de président du conseil et nomme le général Alexandre Averescu pour négocier avec les puissances centrales.
Dans le même temps, le royaume connaît une forte instabilité institutionnelle. Les conservateurs parviennent à prendre le pouvoir, grâce à l'appui des puissances centrales qui encouragent les intrigues visant à renverser la dynastie des Hohenzollern-Sigmaringen, promettant en échange que le royaume puisse conserver Constanța et le Nord de la Dobrogée. Cette proposition est cependant refusée par Guillaume II qui souhaite intégrer la dévolution de la Roumanie dans un règlement plus global des questions balkaniques et caucasiennes, prenant en compte les intérêts ottomans.

## Exigences des Empires centraux et de leurs alliés
Après la conclusion de l'armistice entre les Puissances centrales et la Russie, le roi Ferdinand et son gouvernement comprennent que l'État roumain est menacé de disparition sans une suspension d'armes avec la quadruplice : les offres de négociations formulées par les représentants des Puissances Centrales sont donc étudiées. Les objectifs des puissances centrales, et tout particulièrement du Reich, sont précisés lors d'échanges formels et informels au début de l'année 1918, les Allemands posant les bases de leur domination économique et financière sur la Roumanie. Les négociateurs allemands se montrent particulièrement intéressées par les richesses du royaume, bien qu'ils soient conscients des limites des ressources pétrolières roumaines, insuffisantes, selon les experts économiques du Reich, pour parvenir à une certaine forme d'autarcie.

### Revendications territoriales

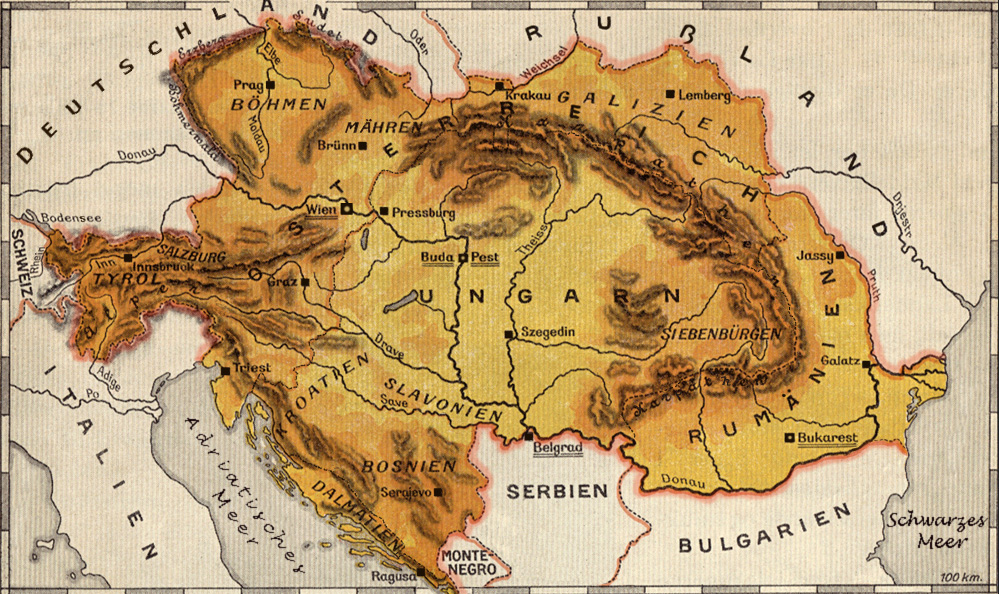
Le plan des militaires austro-hongrois pour la Roumanie vaincue en 1918 : Autriche, Hongrie et Roumanie formant une « triple-monarchie » sous le sceptre des Habsbourg.

Si les aspects économiques sont l'essentiel des buts des puissances centrales en Roumanie, des gains territoriaux sont aussi espérés : ainsi, la Bulgarie exige de la Roumanie, par une note du 24 février 1918, la totalité de la Dobrogée, et non la simple rétrocession du territoire qu'elle avait été obligée de lui céder à l'issue de la deuxième guerre balkanique, lors de la conclusion du traité de 1913. Mais, pour les Empires centraux, la cession de la Dobrogée entière à la Bulgarie est conditionnée par les clauses du traité d'alliance de 1915, obligeant la Bulgarie à rétrocéder à l'Empire ottoman les rives de la basse-Maritsa. Ce territoire étant finalement partagé entre les Bulgares et les Ottomans, il en est de même pour la Dobrogée entre Bulgares et Empires centraux : la Roumanie cède à ces derniers, et non à la Bulgarie, la partie située au nord d'une ligne Rasova-Agigea (avec le port de Constanța) qui devient un condominium germano-austro-hongrois : la Bulgarie doit se contenter du territoire situé au sud de cette ligne et l'opinion bulgare en conçoit de l'amertume.
L'Autriche-Hongrie avait souhaité, dans un premier temps, annexer la Petite Valachie, cédée par l'Empire ottoman à l'Autriche en 1718 et rétrocédée en 1739 ; dans un second temps, les négociateurs austro-hongrois se contentent de rectifications de frontières aux dépens du royaume de Roumanie, donnant à la double monarchie la possession des cols et des lignes de crête dans la chaîne des Carpates ; de plus, dans la région des Portes de Fer sur le Danube, les négociateurs austro-hongrois revendiquent pour la double monarchie le port de Turnu Severin afin de priver la Roumanie de la possibilité d'une attaque-surprise comme celle de 1916.

### Tutelle politique

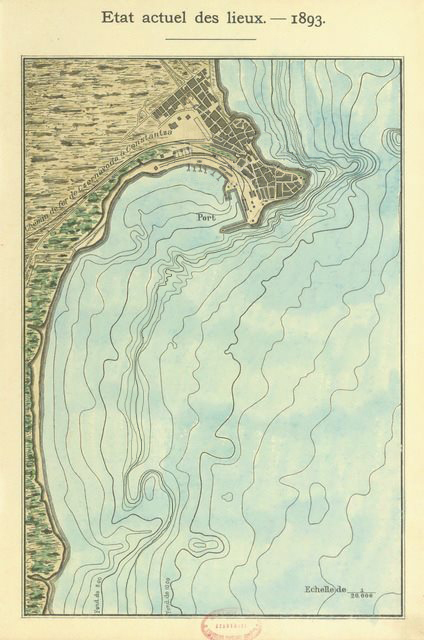
Le port de Constanța, but de guerre allemand, sur une carte de 1893.

Les projets austro-hongrois et bulgares déplaisent aux militaires allemands qui les trouvent trop modérés. Ainsi, contre l'avis du chancelier du Reich, certains, notamment les Dioscures, proposent en 1917, peu après la conquête de la majeure partie du pays, la transformation de la Roumanie en colonie.
En effet, méfiant face à la francophilie de l'opinion et de la classe politique roumaines, Guillaume II, convaincu par la richesse du royaume lors de son voyage de septembre 1917 en Roumanie occupée, souhaite mettre en place une étroite tutelle allemande sur le pays. Pour réaliser cet objectif, il hésite entre deux modalités de contrôle allemand : soit, il impose sur le trône roumain un prince allemand plus fiable que la branche cadette des Hohenzollern, soit il transforme le royaume en colonie ou en dominion allemand.
L'empereur souhaite également réformer le pays selon le modèle allemand afin de rendre pérenne l'influence du Reich. Guillaume II souhaite avant tout mettre en place un contrôle allemand direct sur le port de Constanța et les bouches du Danube, s'opposant à la dévolution de la totalité de la Dobroudja à ses alliés bulgares,. L'objectif allemand de mise sous tutelle de la Roumanie ne fait pas l'unanimité et nécessite une convention militaire entre le Reich et ses alliés, d'une part, et le royaume de Roumanie de l'autre.

### Intérêts économiques
Les vainqueurs, essentiellement l'Empire allemand et l'Autriche-Hongrie, poursuivent l'un comme l'autre des objectifs économiques et financiers précis en Roumanie, réputée pour son rendement agricole et pour les richesses en pétrole de son sous-sol. La poursuite de ces buts de guerre est alors une nouvelle source de frictions entre les deux alliés, le Reich souhaitant intégrer le royaume parmi les pays dominés économiquement au sein de la Mitteleuropa, tandis que les Habsbourg, forts des conclusions des entretiens de Kreuznach en mai 1917, exigent la mise en place d'une tutelle politique austro-hongroise sur le royaume.
Ainsi, les négociateurs allemands, comme leurs homologues austro-hongrois, mènent les uns comme les autres une politique visant à la consolidation des positions économiques de leur pays respectif en Roumanie ; ainsi, dès 1916, les participations alliées dans les entreprises roumaines, tout comme le matériel possédé par les sociétés française, britanniques et russes, sont rachetées par le Reich et les sociétés allemandes, consolidant ainsi la position du Reich dans le royaume occupé.

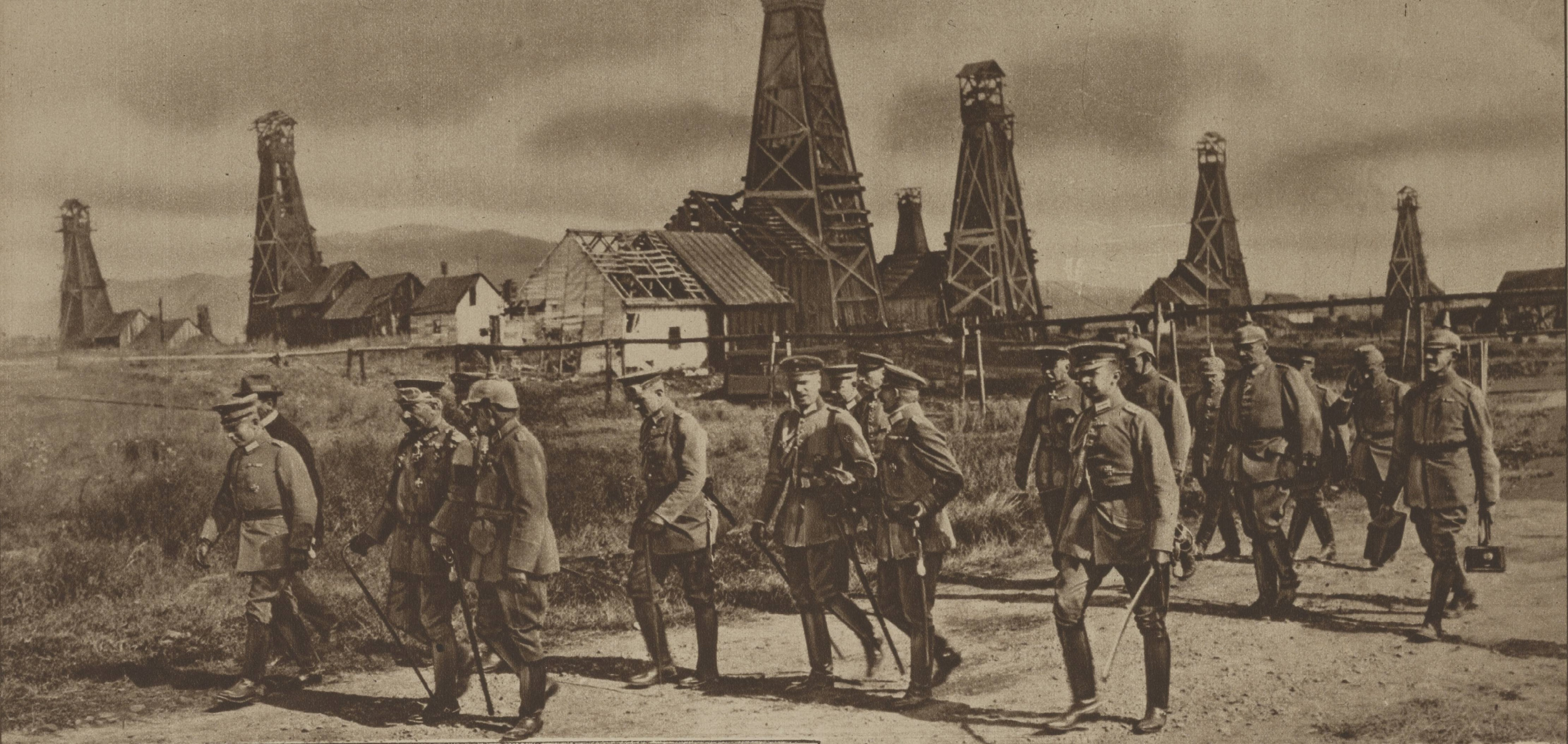
Durant le mois de septembre 1917 guerre mondiale, Guillaume II (empereur allemand) effectue une visite dans le royaume occupé, s'attardant notamment dans les zones pétrolifères (photographie publiée dans le New York Times le 25 novembre 1917 guerre mondiale).

De plus, s'étant rendu en Roumanie au cours de l'année 1917, Guillaume II, soutenu par ses généraux affectés dans le royaume, réclame pour le Reich le contrôle des champs de pétrole roumains, et la libre disposition de ses richesses agricoles, le contrôle des chemins de fer et des ports du royaume, la mise en place d'un monopole commercial pour une société détenue en majorité par le Reich, garantissant un contrôle allemand sur l'économie,. Au cours de réunions stratégiques tenues au cours de l'hiver 1918, auxquelles participent des représentants de l'OHL et de l'Auswärtiges Amt, il est décidé que le Reich exercerait un strict contrôle sur l'économie roumaine, et plus spécialement sur la production pétrolière, notamment par le biais d'une nouvelle société pétrolière à capitaux austro-allemands en majorité. Cependant, à la faveur de la rupture des négociations entre le Reich et le royaume défait, les Austro-hongrois parviennent à imposer au Reich un accord laissant à la double monarchie le contrôle du tiers de la nouvelle compagnie pétrolière roumaine, garantissant à l'Autriche-Hongrie la livraison de pétrole roumain.
Cette mise sous tutelle décidée, les Allemands proposent à la Roumanie de céder les terrains pétrolifères à une société à capitaux majoritairement allemands, la Société pétrolière de la Mitteleuropa, qui disposerait non seulement de droits d'exploitation, mais aussi de droits d'expropriation des terrains qu'elle souhaiterait exploiter. Pour écouler la production, un monopole commercial serait octroyé à une société à créer, pour contrôler la commercialisation du pétrole de Roumanie par le port de Constanța : au sein de cette société par actions, le capital serait partagé au profit du Reich : 55 % des parts reviendraient au Reich, 25 % à l'Autriche-Hongrie et 20 % à l'État roumain. Ce contrôle par le Reich de l'économie roumaine serait masqué par le recouvrement des frais générés par la remise en état de l'économie du pays et doit être camouflé par le truchement d'une aide à la réorganisation de l'économie roumaine. Sur ce modèle sont élaborés les accords destinés à assurer pour le Reich et son allié austro-hongrois le contrôle des excédents agricoles roumains, les exportations étant légalement interdites tant que les besoins alimentaires allemands et austro-hongrois ne sont pas couverts.
Le contrôle sur l'économie roumaine doit, de plus, être accentué par un strict contrôle des moyens modernes de communication dans le royaume. Ainsi, le Reich souhaite renforcer son contrôle sur les installations fluviales du royaume, en faisant remettre à une société allemande la propriété et la gestion de ces infrastructures. De même, le contrôle du réseau ferré roumain constitue un but de guerre stratégique du Reich en Roumanie : quelle que soit la forme légale prise par cette tutelle, les responsables politiques du Reich se montrent favorables à l'adoption de clauses spéciales, garantissant l'usage prioritaire des chemins de fer pour les besoins du Reich et les entreprises allemandes.
Une fois les objectifs des alliés du Reich atteints, le royaume de Roumanie est supposé être placé sous la stricte dépendance des puissances centrales, dans une forme de « vassalité » commerciale, à l'égard du Reich, principal animateur de la Quadruplice.

## Négociations

### Des négociations menées sous la contrainte

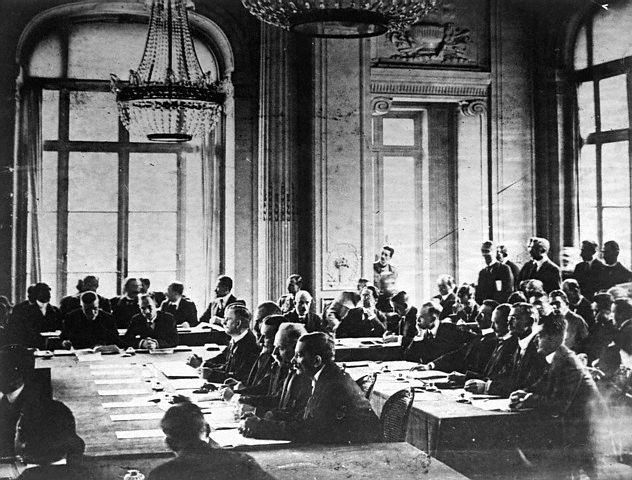
Négociateurs de la paix de Bucarest (mai 1918).

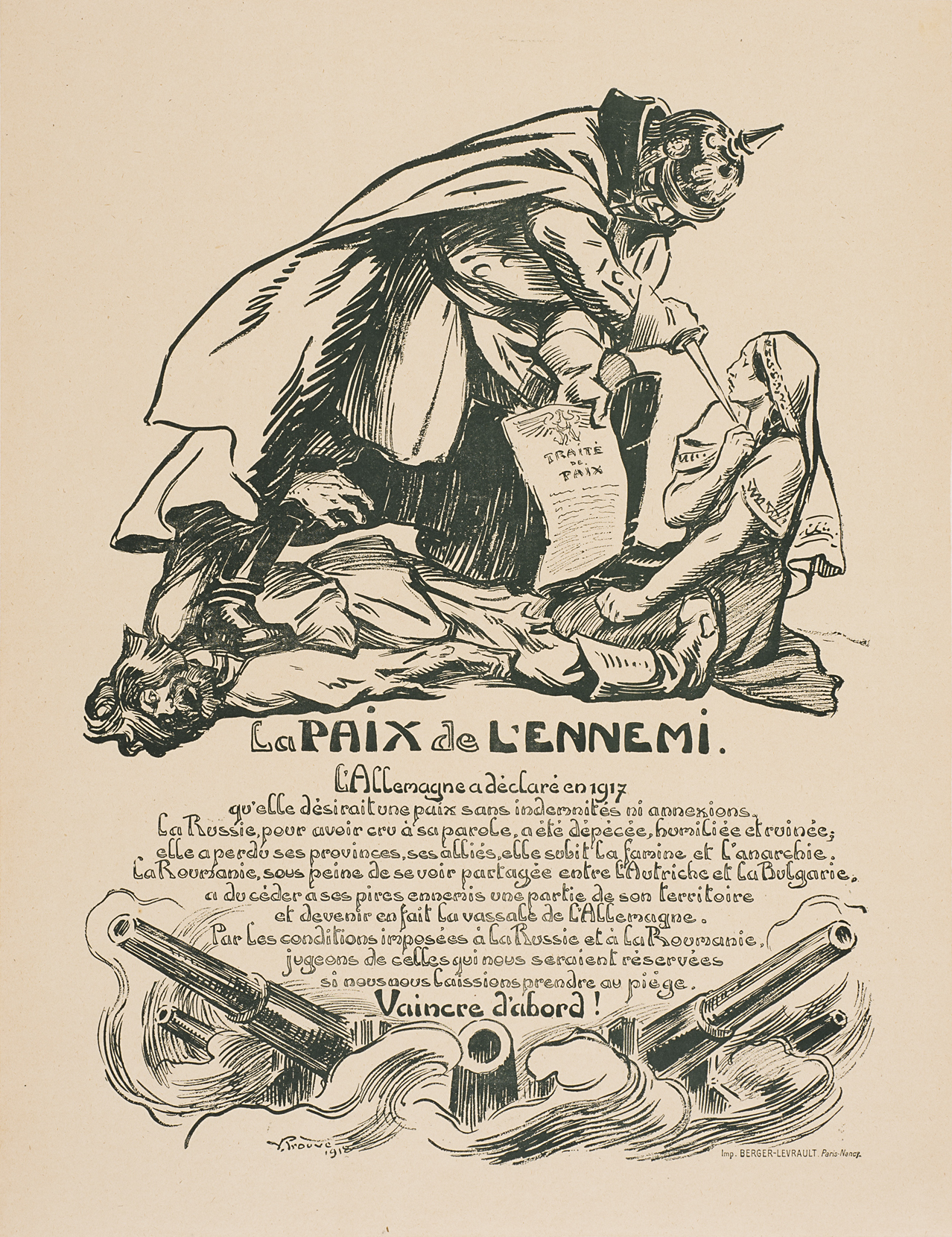
Caricature française des traités de Brest-Litovsk et de Bucarest de 1918.

Informé au mois de février 1918 des demandes des puissances centrales, le gouvernement roumain proteste et expose ses réserves, mais cette protestation se heurte à la menace de reprise des hostilités, adressée au président du conseil par le comte Ottokar Czernin le 27 février : le 10 mars 1918, le gouvernement du royaume doit accepter les exigences de ses vainqueurs, en échange de quoi les membres de la Quadruplice s'engagent à reconnaître alors son union avec la République démocratique moldave, dédommagement pour la perte de la Dobrogée, sinon le royaume est rayé de la carte dans un délai de six semaines. Cependant, en dépit du rapport de force défavorable pour eux, les représentants roumains négocient pied à pied l'ensemble des conditions de paix des puissances centrales,.
Le 1er mars, après une visite à Bucarest d'Ottokar Czernin, ministre austro-hongrois des affaires étrangères, Ferdinand s'incline et accepte le 5 mars de signer les préliminaires de paix de Buftea, qui adoucissent cependant certaines conditions imposées au royaume défait : ainsi, la mise en œuvre des annexions austro-hongroises est échelonnée dans le temps. Sur le plan économique, le gouvernement roumain replié à Iași, est cependant obligé d'avaliser l'ensemble des revendications présentées par le Reich et l'Autriche-Hongrie, mais lors de la négociation des clauses contenues dans les annexes, les Roumains se montrent totalement opposés à la mise en œuvre du monopole commercial garanti aux puissances centrales ; leur opposition est telle que les négociateurs roumains obtiennent un délai pour parvenir à un accord moins défavorable ; en cas d'échec de ces pourparlers, les négociateurs roumains sont informés de l'application des clauses du traité.

### Expression des divergences entre le Reich et ses alliés
Lors des négociations entre le Reich et ses alliés d'une part, et le royaume de Roumanie d'autre part, des divergences apparaissent entre le Reich et ses alliés car depuis la visite du Kaiser sur place en septembre 1917, certains responsables du Reich, proches de Guillaume II et de son chancelier, cherchent à placer la Roumanie sous la tutelle économique allemande, sans pour autant trop affaiblir le royaume ; d'autres, Richard von Kühlmann et le haut-commandement, notamment, souhaitent au contraire baser la domination allemande dans les Balkans sur la Bulgarie, dont l'économie serait également totalement contrôlée par le Reich. Ainsi, les premiers exposent naturellement des réserves à l'encontre des revendications territoriales austro-hongroises et bulgares en Roumanie.

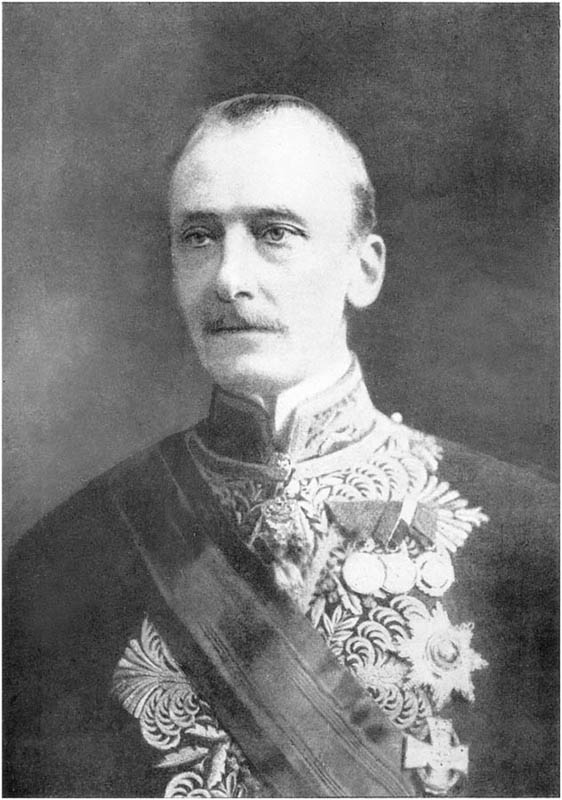
Ottokar Czernin rappelle les buts de guerre austro-hongrois en Roumanie.

De plus, dès la conquête de la Roumanie, les diplomates austro-hongrois formulent à l'égard du royaume un certain nombre de revendications politiques et économiques. Cependant, les responsables allemands se montrent opposés à la satisfaction de la majeure partie de ces objectifs ; au cours de l'année 1917, Ottokar Czernin rappelle à de nombreuses reprises son souhait de voir la Roumanie annexée à l'Autriche-Hongrie comme « troisième entité », ou, à défaut, placée dans la sphère d'influence austro-hongroise.
De plus, la sévérité des exigences présentées par les négociateurs allemands est considérablement gênée par les propositions de négociations séparées de l'empereur et roi Charles ; ce dernier se montre en effet hostile à des clauses de paix trop dures imposées par les puissances centrales au royaume défait, comme il le fait savoir à deux reprises par des télégramme adressés à Guillaume II : le premier, le 20 janvier 1918, suscite l'ire de l'empereur allemand et de ses représentants ; le second, adressé dans le courant du mois de février, constitue pour l'empereur et roi une nouvelle occasion de rappeler conclure avec la Roumanie une paix modérée.
Cette divergence se manifeste également dans le partage de la manne pétrolière roumaine, les Austro-Hongrois s'opposant à la répartition projetée des actions de la nouvelle compagnie entre Allemands et Austro-hongrois, ce partage privilégiant les capitaux allemands au détriment de ceux de la double monarchie et de la Roumanie.
De même, l'annexion allemande et austro-hongroise de la Dobrogée du nord lèse la Bulgarie, pour laquelle cette province constituait en entier un but de guerre. Or, la Bulgarie se voit exclue de la moitié nord, à majorité roumaine, de cette région qui, au lieu de lui être cédée en entier (23 421 km2), passe sous domination germano-austro-hongroise,, accentuant le mécontentement des Bulgares, désormais plus réservés sur la poursuite d'une guerre menée surtout au profit du Reich.
Enfin, la satisfaction même partielle des revendications bulgares en Roumanie incite les Ottomans à demander la rétrocession des territoires de Thrace turque cédés au royaume de Bulgarie en 1915, ainsi qu'un certain nombre de territoires dans le Caucase russe, outrepassant ainsi largement les clauses du traité de paix conclu entre la Russie et les puissances centrales.

### Divergences entre négociateurs allemands
Ajoutées à l'antagonisme des objectifs entre le Reich et ses alliés, des divergences se manifestent au sein même des institutions du Reich ; ces divergences portent à la fois sur la nature des liens entre le royaume vaincu et le Reich, mais aussi sur leur forme et sur leur ampleur.
Ainsi, dès le mois de février 1918, les représentants de l'OHL, le haut-commandement allemand, exposent les revendications qu'ils souhaitent voir imposer au pays vaincu par les négociateurs allemands à Bucarest, menés par Richard von Kühlmann.
De plus, lors des négociations, les responsables militaires se montrent favorables à l'inclusion des clauses économiques, le cœur du traité, dans le corps du texte, ou à défaut, que ces clauses, renvoyées en annexe, soient paraphées avec le texte principal ; au terme d'échanges entre civils et militaires, les clauses économiques, supposées pérennes, sont exclues du texte principal et renvoyées dans les annexes,.

## Clauses du traité

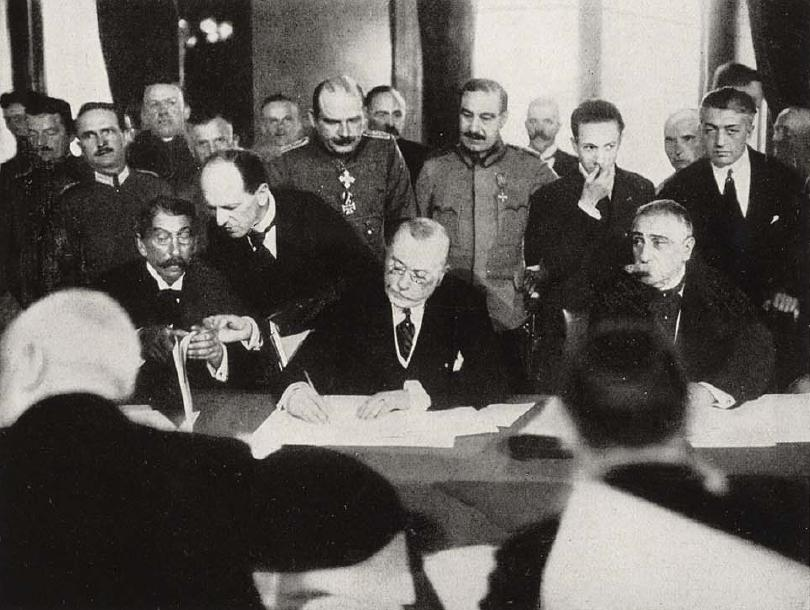
Alexandre Marghiloman signant le traité de Bucarest en présence des attachés militaires allemand et autrichien.

Les rivalités entre les membres de la Quadruplice, dans un contexte marqué par la position hégémonique du Reich vis-à-vis de ses alliés, constituent un obstacle important à la conclusion rapide d'un accord entre les puissances centrales, d'une part, et la Roumanie, d'autre part. De plus, ces rivalités contribuent à la mise en place de clauses moins défavorables au royaume de Roumanie. Le traité est signé le 7 mai 1918 au palais royal de Bucarest, occupé par le général Falkenhayn, qui y reçoit Ferdinand Ier en « invité de marque vaincu ».
Les revendications économiques formulées par le Reich et l'Autriche-Hongrie, à durée limitée, sont rapidement acceptées par le gouvernement du président du conseil Alexandru Marghiloman, mais les clauses politiques et territoriales ne sont avalisées par les négociateurs roumains que le 26 mars.

### Clauses territoriales

Le royaume de Roumanie après la paix de Bucarest.

Sur le plan international, la perte de territoires constitue la manifestation la plus visible de la défaite roumaine. Bucarest doit ainsi céder des territoires aux puissances centrales, les pertes territoriales du royaume se révélant limitées à la faveur des divergences entre les membres de la Quadruplice.
Le royaume doit céder à la Bulgarie la moitié de la Dobroudja, la ligne Rasova-Agigea constituant la nouvelle frontière entre les deux royaumes ; la superficie de territoires annexés à la Bulgares constituant un territoire de 12 296 km2 ; la moitié nord de cette province, un territoire de 11 024 km2 demeuré sous suzeraineté roumaine, est administrée dans le cadre d'un condominium germano-austro-hongrois,.
La perte de contrôle de la Dobroudja ne constitue pas le seul transfert de souveraineté que doit affronter le royaume. En effet, les cols des Carpates sont cédées à l'Autriche-Hongrie, soit 5 650 km2, afin de garantir la double monarchie de toute attaque roumaine surprise .
Le royaume enregistre ainsi un amoindrissement territorial d'une superficie totale d'environ 29 070 km2,.
Ces pertes territoriales sont largement compensées par l'intégration de la République démocratique moldave au sein du royaume de Roumanie,, entraînant un agrandissement de 44 422 km2. À l'issue de ces transferts de souveraineté, la superficie du royaume est de 143 496 km2, alors qu'elle était de 128 144 km2 en 1914, soit un accroissement de 15 352 km2 de la superficie du royaume, en dépit de sa défaite militaire et politique.

### Clauses politiques

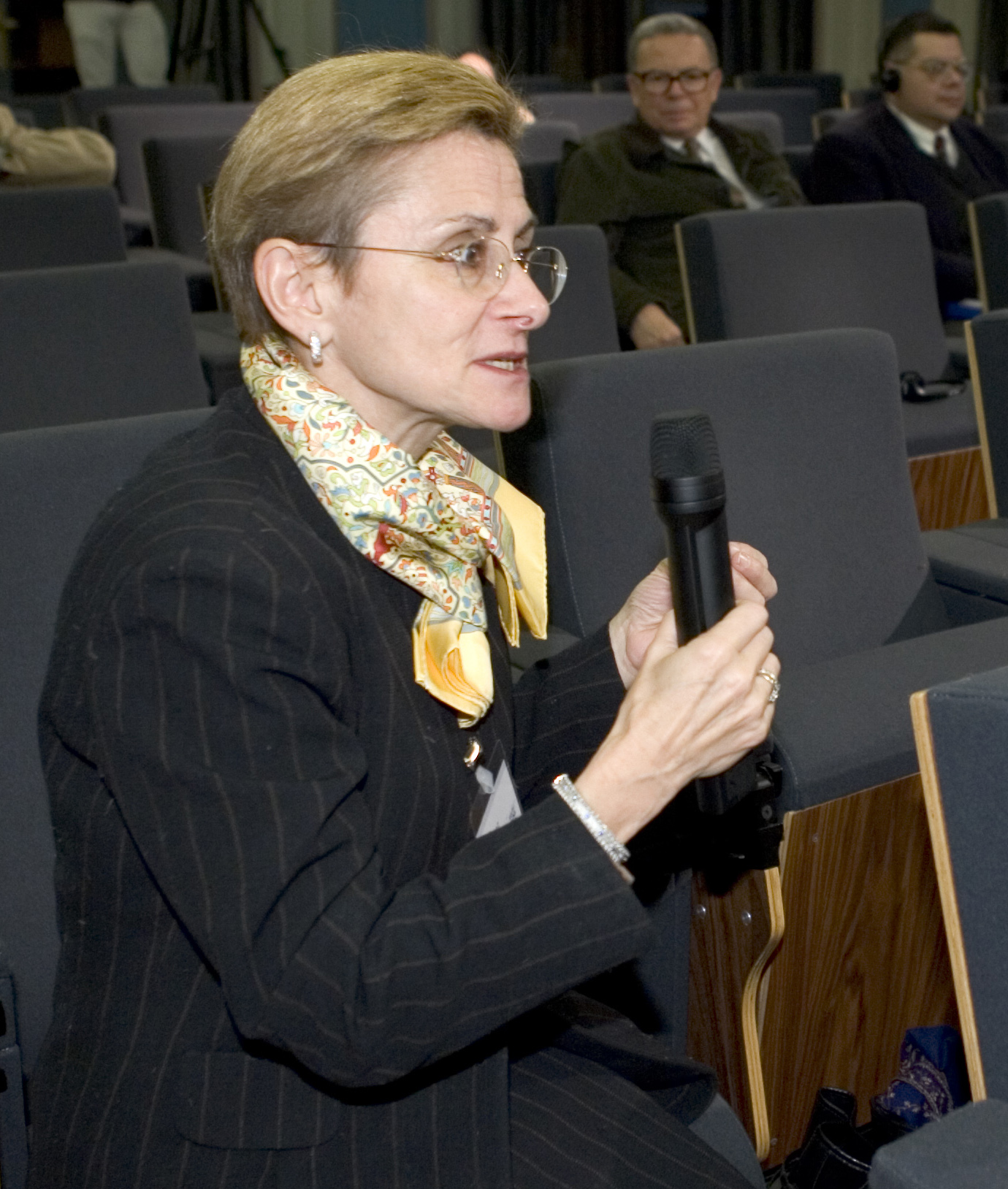
L'historienne Annie Lacroix-Riz, ici en 2005, voit dans les annexes du traité un moyen de renforcer l'influence allemande en Roumanie.

Les clauses politiques ne constituent pas, selon les Allemands, l'essentiel du traité, qui réside dans les cinq annexes fixant les modalités de la tutelle économique et commerciale du Reich sur le royaume. Ces clauses politiques sont relativement légères : une force d'occupation de cinq divisions allemandes, austro-hongroises et bulgares, entretenue par la Roumanie, s'installe dans le royaume. De plus, l'armée roumaine n'est pas démantelée.
Parmi ces clauses, l'article 27 des annexes vise à remplacer l'influence française par l'allemande : il soumet la Roumanie à une politique de germanisation de son clergé catholique qui, jusque-là, dans sa grande majorité, entretenait des relations avec l'Italie et la France. Selon Annie Lacroix-Riz, cette annexe crée les conditions d'une subordination de la hiérarchie ecclésiastique catholique aux intérêts de l'Autriche-Hongrie et du Reich ; cette subordination se manifeste notamment par le contrôle des clercs et par l'envoi dans le royaume de représentants ecclésiastiques « germanophiles ».
Enfin, en dépit de leurs exigences en matière de contrôle des communications dans le royaume de Roumanie, les puissances centrales n'obtiennent, dans ce domaine, que des mesures limitées, ne parvenant pas à prendre le contrôle des réseaux ferrés, routiers, fluviaux, télégraphiques et téléphoniques : des accords tarifaires sont signés dans le domaine des chemins de fer, tandis qu'une clause garantit pour les compagnies de navigation maritime et fluviales allemandes et austro-hongroises une égalité de traitement avec leurs concurrentes roumaines. Le gouvernement roumain parvient à conserver le contrôle des réseaux téléphonique, alors embryonnaire, et télégraphique, tenant en échec toutes les tentatives d'ingérence germano-austro-hongroise.

### Clauses économiques
À ces clauses politiques, s'ajoutent des clauses économiques, reprenant pour partie les termes du traité de commerce liant la Roumanie au Reich depuis 1904,. L'essentiel des productions roumaines est ainsi dévolu au Reich et à son allié austro-hongrois pour les neuf années suivantes, tandis qu'une compagnie à capitaux allemands, austro-hongrois et roumains est constituée pour l'extraction des ressources pétrolifères roumaines, objectif principal des négociateurs allemands. Ces clauses sont contenues dans les annexes du traité de paix, signées le 5 avril 1918.
De plus, face aux dirigeants austro-hongrois, représentants d'un pays alors aux abois, épuisé par trois années et demie de guerre, le Reich s'assure un contrôle durable de l'économie roumaine, en obligeant le royaume vaincu à faire du Reich son principal client pour l'exportation de ses productions agricoles, pour une durée de neuf années. De plus, il est interdit au royaume de fournir des pays tiers tant que la valeur fixée annuellement par les autorités austro-allemandes n'aura pas été atteint . Cette clause constitue en réalité une remise en vigueur du traité de commerce conclu avant le conflit, mais en y ajoutant le contrôle par la Quadruplice, dans les faits par le Reich, de la politique douanière du royaume jusqu'en 1930.
Puis, les autorités d'occupation s'arrogent un droit de regard sur la politique monétaire menée par la banque centrale roumaine durant la totalité de l'occupation militaire austro-allemande, garantissant ainsi la mise en œuvre d'une politique monétaire conforme aux intérêts des puissances centrales. La prise en charge par les Roumains des sommes émises pour les besoins monétaires des forces d'occupation des puissances centrales dans le royaume illustre la prise de contrôle de la politique monétaire roumaine par le Reich : le gouvernement roumain doit prendre à sa charge les deux milliards de Lei émis par les unités d'occupation bulgaro-germano-austro-hongroises pour leurs besoins en Roumanie occupée.
Enfin, le royaume s'engage à livrer aux puissances centrales, et plus spécialement à l'Autriche-Hongrie, des produits agricoles, notamment du blé. Les quantités livrées, bien qu'inférieures aux prévisions, fournissent un palliatif à la situation alimentaire catastrophique de la double monarchie. De plus, à ces livraisons ponctuelles, s'ajoute un droit d'option sur les productions céréalières du royaume ; ce droit, reconnu au bénéfice du Reich et de la double monarchie, doit expirer à la fin de l'année 1927.

## Après sa signature

### Réactions allemandes

Erich Ludendorff, ici en 1915, relaie les réserves des milieux d'affaires face aux clauses du traité.

En dépit de ces dispositions, très largement favorables au Reich, de fortes réserves sont émises par les milieux économiques allemands. En effet, certains milieux d'affaires allemands considèrent que les clauses du traité écartent les entreprises allemandes du « gâteau roumain » au profit de l'État impérial. Ainsi, Erich Ludendorff relaie cette opposition, affirmant que le peu d'avantages obtenus par le Reich est sans commune mesure avec l'étendue de la victoire remportée sur le front de l'Est en général et sur le royaume de Roumanie en particulier.
Ainsi, les annexes de l'accord de paix avec la Roumanie, qui constituent l'essentiel des clauses du traité, sont négociées dans un premier temps entre les principaux groupes de pression au sein du Reich, l'OHL, le gouvernement et les milieux économiques, puis, dans un second temps, leurs clauses sont proposées aux Roumains. Cependant, soutenu par les milieux économiques, Erich Ludendorff donne une large publicité à leurs aspirations, se positionnant parfois en porte-à-faux vis-à-vis de la politique gouvernementale : les principaux représentants des milieux bancaires sont ainsi réservés sur la place de l'État allemand dans le contrôle de l'économie roumaine, tandis que le quartier-maître général s'étonne de l'absence de liens entre les clauses politiques et les clauses économiques que le Reich souhaite imposer au vaincu.

### Protocoles additionnels
L'article 43 de l'annexe juridique du traité stipule l'ouverture de négociations destinées à régler les questions non tranchées par le traité, dans les quatre semaines suivant la signature.

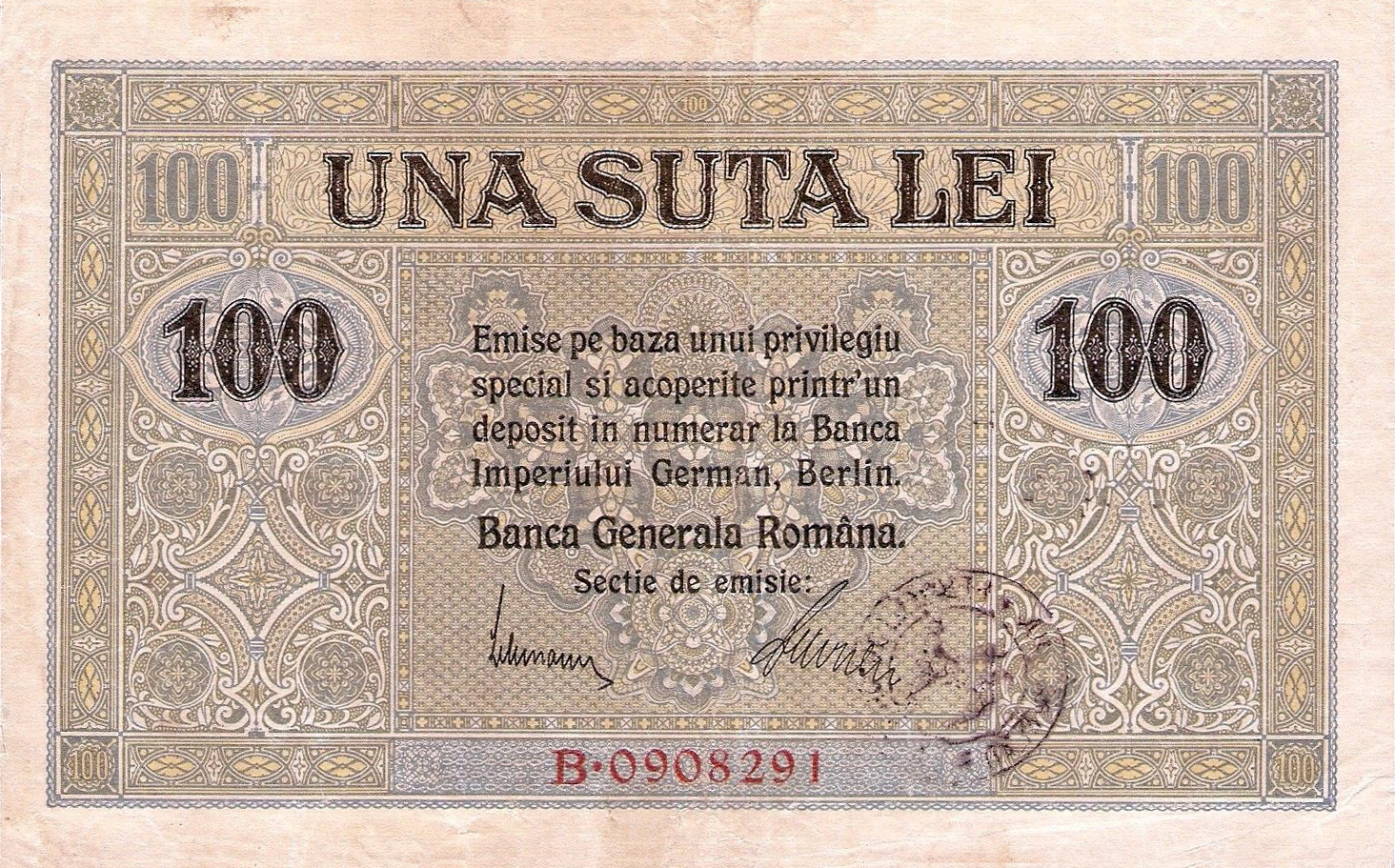
Un billet de 100 leu émis en 1917 mentionnant le dépôt d'avoirs roumains auprès de la Reichsbank.

Des négociations s'ouvrent au début du mois de juin pour fixer définitivement et précisément le détail des clauses financières du traité. Le 8 juillet, un accord est trouvé entre les puissances centrales et Bucarest.
De plus, l'accord du mois de juillet fixe très précisément les modalités des relations commerciales entre les membres de la quadruplice et la Roumanie défaite. Interrompues pendant près de deux années, les relations commerciales entre la Roumanie et ses adversaires sont réorganisées : un accord de clearing, valable jusqu'au 31 décembre 1927, est conclu, avec la réserve de la possibilité pour les puissances centrales de rester débitrices des puissances centrales durant toute la durée de validité du traité. Ce déficit permanent des puissances centrales place de fait la Roumanie dans la sphère d'influence commerciale du Reich, puisque, au terme de l'accord, le Reich et la double monarchie redeviennent les principaux clients de la Roumanie.
Cette dépendance commerciale est renforcée par une forte dépendance monétaire. Tout d'abord, la banque centrale roumaine est placée sous tutelle austro-allemande jusqu'à la fin de l'occupation. Ensuite, un office central des devises, placé sous le contrôle de deux commissaires, un Allemand et un Austro-hongrois, contrôle très précisément les devises amenées à pénétrer dans le pays. L'État doit également accepter le change des Lei d'occupation, monnaie mise en place par les occupants à partir du 1er juillet 1917. Enfin, le compte de la banque nationale de Roumanie ouvert auprès de la Reichsbank doit rester bloqué pendant au moins cinq années afin de garantir les avoirs en Roumanie des citoyens allemands et austro-hongrois.
De plus, les négociateurs des puissances centrales imposent un accord pétrolier : une société concessionnaire à capitaux allemands, austro-hongrois et roumains (pour 25 %), doit contrôler les terrains pétrolifères pour une durée de trente années. Cette concession, renouvelable deux fois, permettrait de plus à l'État roumain de percevoir des redevances annuelles proportionnelle à la valeur du pétrole extrait ; ces redevances sont fixées de façon progressive : fixées à 8 % les trente premières années, ces redevances seraient relevées à 9 % pour les trente suivantes, puis 10 % pour les trente dernières,. Les négociateurs allemands tentent également d'imposer un monopole des puissances centrales pour la commercialisation du pétrole roumain, la gestion de ce monopole devant être confiée à une société dont 75 % du capital serait détenus par les Austro-Allemands ; l'opposition roumaine d'une part, et d'une partie des banques allemandes de l'autre, permet de repousser l'application de cette disposition au 1er décembre 1918, afin de permettre de dégager un consensus parmi les acteurs économiques allemands impliqués dans ces négociations.
Enfin, afin de s'assurer du paiement des indemnités de guerres dues aux puissances centrales, les négociateurs allemands menacent d'un mise en gage des revenus des monopoles d'État roumain.

### Réactions internationales

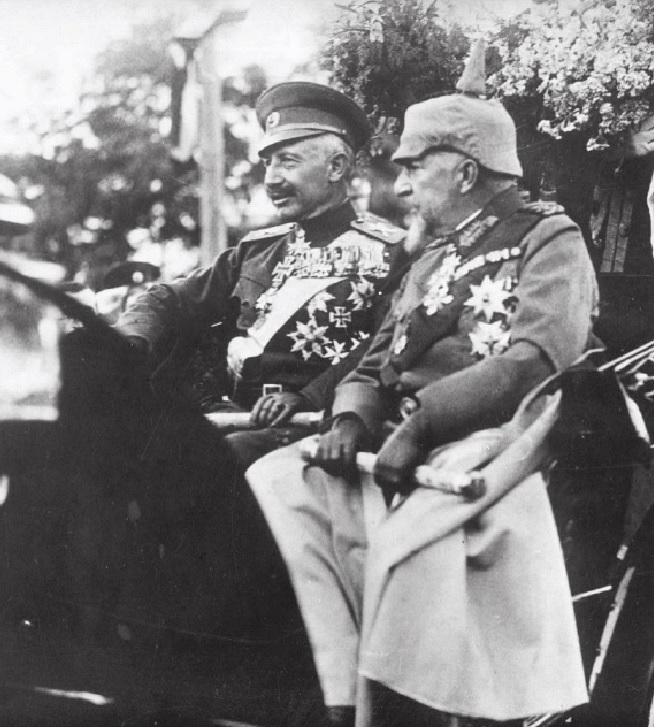
Le roi des Bulgares Ferdinand (à droite sur cette photographie de 1916), est mécontent des conditions territoriales du traité.

Les clauses du traité de paix mécontentent les alliés méridionaux du Reich, le royaume de Bulgarie et l'Empire ottoman, la première parce que la Dobrogée ne lui a pas été attribuée dans sa totalité, le second parce qu'une clause de la convention de Sofia du 6 septembre 1915 n'a pas été respectée par les Bulgares. À la demande du roi Ferdinand, « très porté sur les agrandissements territoriaux »,, le gouvernement bulgare n'a pas rétrocédé à l'Empire ottoman des territoires en Thrace. La rétrocession de territoires aux Ottomans devant être proportionnelle aux annexions bulgares en Roumanie, elle se révèle impossible à faire admettre aux parlementaires bulgares, notamment à Alexandre Malinov, alors chef de l'opposition bulgare au parlement : une campagne de presse hostile aux Ottomans est ainsi organisée en Bulgarie, insistant sur les nombreuses défaites ottomanes depuis leur entrée dans le conflit. Ces heurts entre alliés ne suscitent aucune réaction de la part du gouvernement allemand ou de ses représentants sur place, appelés par les deux parties à trancher la querelle : ce silence contribue à détendre les liens qui unissent la Bulgarie d'une part, et les trois autres membres de la quadruplice de l'autre.
Les Alliés, qui suivent les négociations entre les membres de la quadruplice d'une part, et la Roumanie de l'autre, se persuadent de la nature « agressive » du traité. En effet, les diplomates et militaires qui suivent ces pourparlers conçoivent le traité comme la concrétisation des projets autarciques allemands en Europe centrale, promise à une réorganisation économique en cas de victoire du Reich.

### Dénonciation

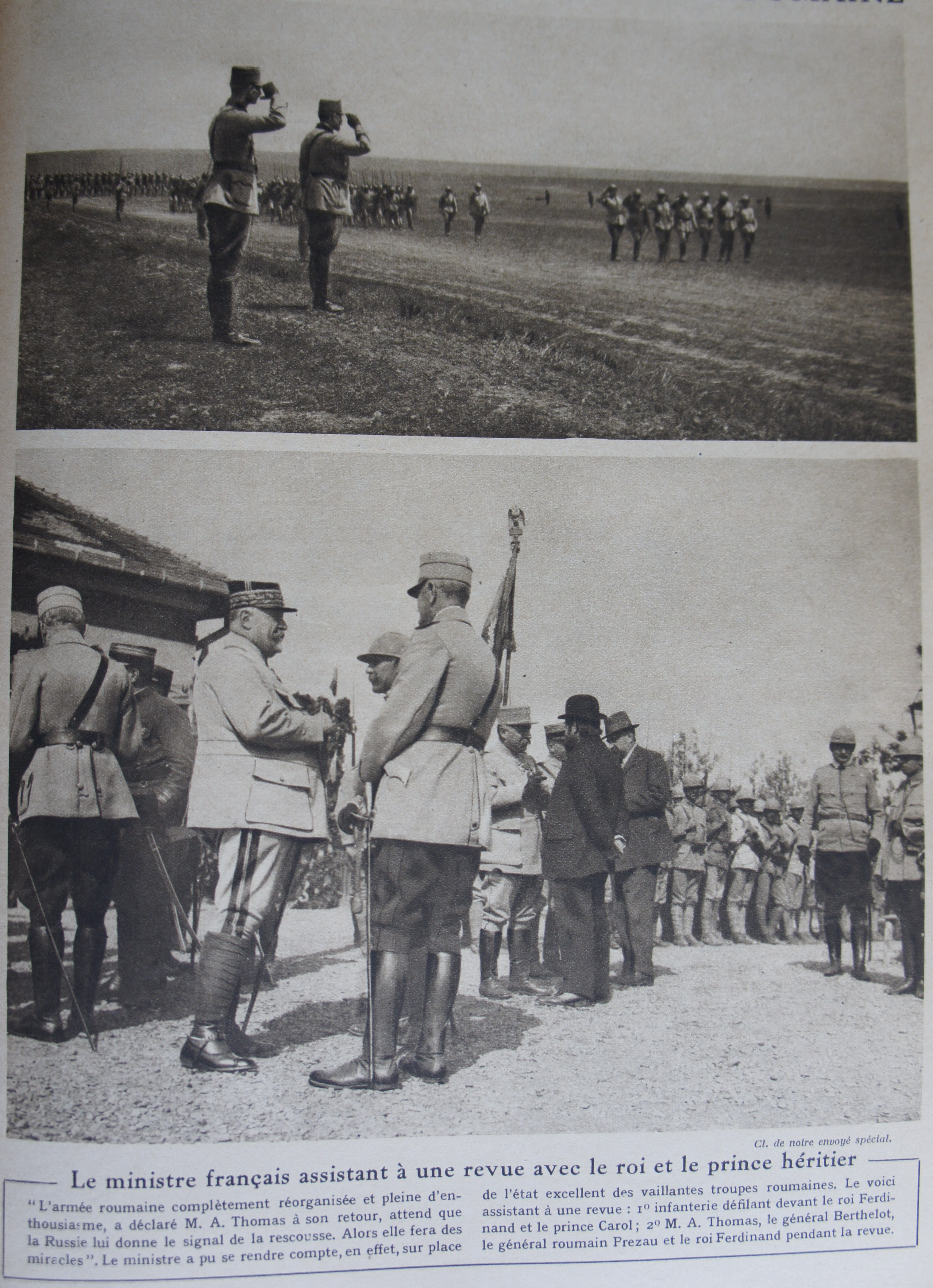
La mission Berthelot, discrète depuis la signature du traité, joue un rôle important dans la décision de reprise des hostilités le 31 octobre 1918.

Le traité n'a jamais été ratifié, y compris par les puissances centrales, qui bénéficient ainsi des droits de la puissance occupante : une armée d'occupation composée de cinq divisions occupe ainsi le territoire roumain. Cet état de fait confère aux puissances centrales la possibilité de maintenir une force d'occupation dans le royaume et les autorise à utiliser à leur profit et sans restriction les réseaux roumains de communications.
Le traité ne reste en réalité valide que six mois. Le général Berthelot, resté auprès du roi Ferdinand, toujours confiant envers ses conseillers français et francophiles, lui suggère en effet de ne pas ratifier le traité, se doutant que, sur le plan économique et stratégique, l'entrée en guerre des États-Unis compenserait le retrait des Russes.
Le 31 octobre 1918, la Roumanie dénonce unilatéralement le traité et reprend les hostilités contre les Austro-Allemands, défaits en Italie, en France et dans les Balkans. La mission Berthelot réapparaît alors au grand jour : une partie de ses membres n'avait pas quitté le pays et avait continué de mener, depuis la Moldavie, une action discrète mais efficace, maintenant une influence alliée dans le royaume roumain.